# Werner Radig
Werner Radig (* 29. August 1903 in Wurzen; † 12. August 1985 in Ost-Berlin) war ein deutscher Archäologe und Volkskundler. Sein Hauptforschungsgebiet war die Hausforschung. 

## Leben
Nach seiner Promotion zum Dr. phil. trat Radig 1933 nach der „Machtergreifung“ der Nationalsozialisten der SA, dem NS-Lehrerbund und dem NS-Dozentenbund bei. 1936 wurde er Professor an der Hochschule für Lehrerbildung Elbing und dort zu den rassistischen Wissenschaftlern gerechnet. Dort wirkte er zugleich als Landesleiter für West- und Ostpreußen und Gaubeauftragter für Volksgeschichte. Nach der ersten Lockerung der Mitglieder-Aufnahmesperre beantragte er am 30. November 1937 die Aufnahme in die NSDAP und wurde rückwirkend zum 1. Mai desselben Jahres aufgenommen (Mitgliedsnummer 5.867.660). 1941 wurde er im besetzten Krakau Sektionsleiter für Vorgeschichte am Institut für Deutsche Ostarbeit, einer von Alfred Rosenberg und der NSDAP finanzierten „Hohen Schule“.
Seine Schriften Otto der Große. Erläuterungsheft zu einem Wandbild von Franz Roubal (1938) und Germanenerbe im Weichselraum (1941) wurden in der Sowjetischen Besatzungszone auf die Liste der auszusondernden Literatur gesetzt.
Ab 1952 gehörte Radig als Professor für Ur- und Frühgeschichte dem wissenschaftlichen Beirat für Heimatforschung des Instituts für Geographie und Geoökologie der Akademie der Wissenschaften der DDR an und war Mitautor der Reihe Werte unserer Heimat. 1978 wurde ihm der Vaterländische Verdienstorden der DDR verliehen. Er war Mitglied im Vogtländischen Altertumsforschenden Verein zu Hohenleuben.

## Publikationen (Auswahl)
- Die vorgeschichtliche Besiedlung des Wurzener Landes. Verl. d. Städt. Heimatmuseums, Wurzen 1929.
- Die Bodendenkmäler des tausendjährigen Meißener Landes. Lischke & Seidel, Wurzen 1929.
- Der Burgberg Meißen und der Slawengau Daleminzien. Augsburg 1929.
- Der Wohnbau im jungsteinzeitlichen Deutschland. Kabitzsch, Leipzig 1930.
- Germanischer Lebensraum. Stuttgart 1934.
- (mit Walter Frenzel und Otto Reche) (Hrsg.): Grundriß der Vorgeschichte Sachsens. Karl Richter, Leipzig 1934.
- Germanenerbe im Weichselraum. Krakau 1941.
- (mit Erwin Hoff): Die geschichtliche Leistung der Deutschen im Weichselraum. Krakau [1942].
- Die Siedlungstypen in Deutschland und ihre frühgeschichtlichen Wurzeln. Henschel, Berlin 1955.
- Frühformen der Hausentwicklung in Deutschland. Henschel, Berlin 1958.
- Das Bauernhaus in Brandenburg und im Mittelelbegebiet. Akademie-Verlag, Berlin 1966.